# Тумбенски манастир
„Света Троица“ (на гръцки: Ιερά Μονή Αγίας Τριάδος Τούμπας) е православен мъжки манастир църква край село Тумба, Гърция, част от Зъхненската и Неврокопска епархия.
Манастирът е основан в 1883 – 1884 година, след като Атанасиос Цападас от Сфелинос открива в местността Света Троица закопана икона на Светата Троица. В 1977 година е построен нов католикон – трикорабна кръстокуполна базилика. В страничните кораби има праклиси, посветени на Светите Безсребреници Козма и Дамян и на Св. св. Константин и Елена.